# Вишня-Мала (гмина)
Вишня-Мала (пол. Wisznia Mała) — сельская гмина (волость) в Польше, входит как административная единица в Тшебницкий повет, Нижнесилезское воеводство. Население — 7869 человек (на 2004 год).

## Демография
| Перепись                       | Всего   | Всего | Женщины | Женщины | Мужчины | Мужчины |
| ------------------------------ | ------- | ----- | ------- | ------- | ------- | ------- |
| Единицы                        | человек | %     | человек | %       | человек | %       |
| Население                      | 7869    | 100   | 4009    | 50,9    | 3860    | 49,1    |
| Плотность населения (чел./км²) | 76,2    | 76,2  | 38,8    | 38,8    | 37,4    | 37,4    |

## Соседние гмины
1. Гмина Длуголенка
2. Гмина Оборники-Слёнске
3. Гмина Тшебница
4. Вроцлав